# 佛教環保運動
佛教環保運動（另稱綠色佛教）指將佛教教義融入現代環境保護主義思想中，並以此推動環保運動的行動。據綠色佛教先驅無德法師所言，佛陀的教導中本來就有環保意識，散見在不同的北傳、南傳經典當中。故此所有佛教徒都應該努力恢復環保意識，例如佛教徒可以將他們內在的禪定體驗與佛法教義，應用實踐成一種關愛心靈與動物、環境的生活方法。

## 議題

### 心靈修持
據無德法師所言，佛教的環保意識與一般環保意識差異在於，佛教徒認為最終的環境保護必然要回歸到心靈環保，才能達到深刻的永續發展，因此心靈修持才是最核心的重點，透過戒律(規範)、禪定(覺知)、般若(智慧)，達到恢復每個人心靈的健康、清淨的目的。同時佛教環保運動是一種生活運動而非宗派；宗派的融和是佛教環保運動的方向之一。

### 環保素食
聯合國「可持續資源管理國際小組」於 2010年6月2日發表的一份報告 甚至發出具有爭議性的呼籲：人們的膳食結構應該做出顯著的改變：從以動物蛋白為基礎轉向更加素食的方向轉變，以減少環境的壓力。
另外，有學者研究膳食，揭示素食能為身體帶來健康，而魚肉蛋奶會導致慢性病發生。《救命飲食》（The China Study by T. Colin Campbell PhD & Thomas M. Campbell II），是由美國康奈爾大學、英國牛津大學以及中國預防醫學科學院所合作進行的大型流行病學調查報告。

### 無毒生活
生活中拒絕使用有毒害、污染的黑心產品，並且應該督促政府健全立法保護人民、監督廠商生產符合真正無毒標準的產品。

### 親實社交
減低生活當中手機、電子郵件、社交網站等的依賴，回歸人與人最親切、真實的社交模式。

## 比較

### 與人間佛教的不同
佛教環保運動不只重視人權，也重視生權、環境，這是佛教環保運動與人間佛教的不同之一。佛陀本生裡有許許多多救濟動物、保護大地的例子，說明佛教本來就是一個同時重視人權與生權、環境，甚至重視各種形態生命(六道眾生)的宗教，而不是只重視人間。

### 與環保政黨的不同
佛教環保運動關心政治，每位公民都有參與政治的權利與義務，但佛教環保運動基於出世宗教思想多與政黨政治保持適當距離，這是與環保政黨不同的地方之一。

## 人物
- 無德法師(佛教環保運動發起人之一)。
- 瑪莉‧塔克 (Mary Evelyn Tucker。現為耶魯大學資深講座學者。她和夫婿葛林（John Grim）共同成立「生態與宗教論壇」，於哈佛大學世界宗教研究中心舉辦一系列討論世界宗教與生態的會議，並擔任會議論文集的編輯。她曾任國際地球憲章起草委員會委員（1997－2000），並為現任地球憲章國際協會成員。)
- 鄧肯‧威廉斯(Duncan Ryūken Williams。現任加州大學柏克萊分校東亞語文所副教授，專研日本宗教史、佛教與生態學，以及美國佛教。)

## 參看
- 宗教和环保#佛教（英语：Religion and environmentalism#Buddhism）

## 外部連結
- ［美］瑪莉·塔克、鄧肯·威廉斯：《佛教與生態學》
- 靈性傳統。全球生態。香港環境 （页面存档备份，存于） 介紹不同宗教對生態的看法，並展覽香港獨特的生態面貌，完全免費，由香港浸會大學圖書館（页面存档备份，存于）提供